# Vézières
Vézières est une commune du Centre-Ouest de la France, située dans le département de la Vienne (région Nouvelle-Aquitaine).

## Géographie

### Localisation
Vézières fait partie du Loudunais.
Le village est situé à 2 km à l'est de Bournand et à 10 km au nord de Loudun, la ville la plus proche.

### Géologie et relief
La région de Vézières présente un paysage de plaines vallonnées plus ou moins boisées. Le terroir se compose de champagnes(ce sont des sols gris clair, argilo-limoneux, sur craie et donc calcaires)  pour 5 % sur les collines, de sables verts pour 38 % et d'argilo pour 10 % sur les collines et les dépressions sableuses des bordures du Bassin parisien et enfin de nouveau d'argilo pour 56 % sur les terres de Doucins (c’est une terre argilo-limoneuse propre à la région) et les landes de la bordure aquitaine.
La lande est, ici, de type atlantique: elle est souvent dominée par la Bruyère arborescente et l’Ajonc d’Europe qui constituent un couvert difficilement pénétrable pouvant atteindre 3 m de hauteur. Dans ce cas, la lande prend le nom régional de « brandes ». C’est un espace issu de la dégradation et de l’exploitation intensive de la forêt originelle. La lande couvrait jusqu’à la fin du XIXe siècle plusieurs dizaines de milliers d’hectares (90 000 hectares pour le département de la Vienne vers 1877). Cette terre a été largement mise en culture à la suite de défrichements ou boisée avec du pin maritime. Il s’agit maintenant d’espaces marginaux et menacés car considérés comme « improductifs ». Pourtant, la lande joue un rôle majeur pour une biodiversité qui s’est adaptée et a survécu en leur sein et il s’agit également d’un espace refuge pour de nombreuses espèces de mammifères.
En 2006, 73 % de la superficie de la commune était occupée par l'agriculture, 26 % par des forêts et des milieux semi-naturels et 1 % par des zones construites et aménagées par l'homme (voirie). La présence de milieux naturels et semi-naturels riches et diversifiés sur le territoire communal permet d’offrir des conditions favorables à l’accueil de nombreuses espèces pour l'accomplissement de leur cycle vital (reproduction, alimentation, déplacement, refuge). Forêts, landes, prairies et pelouses, cours d’eau et zones humides … constituent ainsi des cœurs de biodiversité et/ou de véritables corridors biologiques.
La forêt privée représente, en 2007, 731 hectares soit 28 % du territoire communal. Les espaces boisés (la moyenne sur la région Poitou-Charentes est de 15 %, et  29,2 % pour la France) sur le territoire communal contribuent à assurer des fonctions de production (bois d’œuvre mais aussi bois énergie), de protection (espèces, qualité des eaux) et sociales (accueil du public). Les forêts les plus anciennes ou implantées dans des conditions écologiques particulières (pentes, bords de cours d'eau, etc.) abritent en général la biodiversité la plus forte. Mais, au cours de l’histoire, pour répondre aux besoins d'une population rurale importante, la forêt poitevine a été intensément défrichée et surexploitée jusqu’à la révolution industrielle. Environ la moitié des forêts actuelles du Poitou n'existait pas il y a 200 ans.

### Communes limitrophes
|          | Lerné (Indre-et-Loire) | Seuilly (Indre-et-Loire) |
|          | Vézières               | Beuxes                   |
| Bournand | Basses                 | Sammarçolles             |

### Climat
Pour des articles plus généraux, voir Climat de la Nouvelle-Aquitaine et Climat de la Vienne.
Historiquement, la commune est exposée à un climat océanique du nord-ouest.  
En 2020, Météo-France publie une typologie des climats de la France métropolitaine dans laquelle la commune est exposée à un climat océanique altéré et est dans la région climatique  Moyenne vallée de la Loire, caractérisée par une bonne insolation (1 850 h/an) et un été peu pluvieux.
Pour la période 1971-2000, la température annuelle moyenne est de 11,9 °C, avec une amplitude thermique annuelle de 14,7 °C. Le cumul annuel moyen de précipitations est de 647 mm, avec 10,8 jours de précipitations en janvier et 6,3 jours en juillet. Pour la période 1991-2020, la température moyenne annuelle observée sur la station météorologique la plus proche, située sur la commune de Loudun à 8,67 km à vol d'oiseau, est de 0,0 °C et le cumul annuel moyen de précipitations est de 0,0 mm,. Pour l'avenir, les paramètres climatiques de la commune estimés pour 2050 selon différents scénarios d’émission de gaz à effet de serre sont consultables sur un site dédié publié par Météo-France en novembre 2022.

## Urbanisme

### Typologie
Au 1er janvier 2024, Vézières est catégorisée commune rurale à habitat très dispersé, selon la nouvelle grille communale de densité à sept niveaux définie par l'Insee en 2022.
Elle est située hors unité urbaine et hors attraction des villes,.

### Occupation des sols
L'occupation des sols de la commune, telle qu'elle ressort de la base de données européenne d’occupation biophysique des sols Corine Land Cover (CLC), est marquée par l'importance des territoires agricoles (72,6 % en 2018), une proportion identique à celle de 1990 (72,6 %). La répartition détaillée en 2018 est la suivante : 
terres arables (47,9 %), forêts (26,3 %), prairies (14 %), zones agricoles hétérogènes (10,7 %), zones urbanisées (1 %). L'évolution de l’occupation des sols de la commune et de ses infrastructures peut être observée sur les différentes représentations cartographiques du territoire : la carte de Cassini (XVIIIe siècle), la carte d'état-major (1820-1866) et les cartes ou photos aériennes de l'IGN pour la période actuelle (1950 à aujourd'hui).

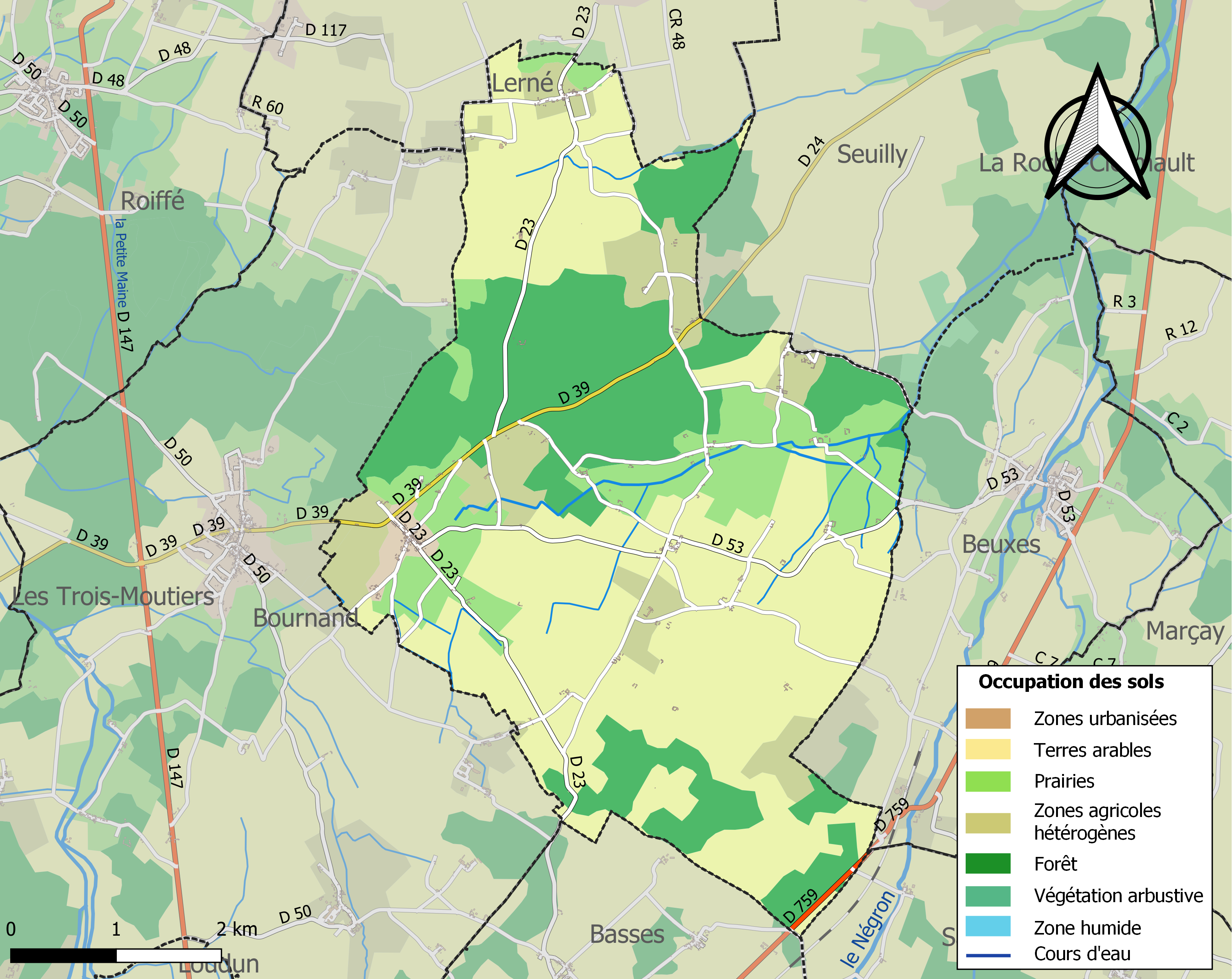
Carte des infrastructures et de l'occupation des sols de la commune en 2018 (CLC).

### Risques majeurs
Le territoire de la commune de Vézières est vulnérable à différents aléas naturels : météorologiques (tempête, orage, neige, grand froid, canicule ou sécheresse), mouvements de terrains et séisme (sismicité modérée). Il est également exposé à un risque technologique,  le transport de matières dangereuses. Un site publié par le BRGM permet d'évaluer simplement et rapidement les risques d'un bien localisé soit par son adresse soit par le numéro de sa parcelle.

#### Risques naturels

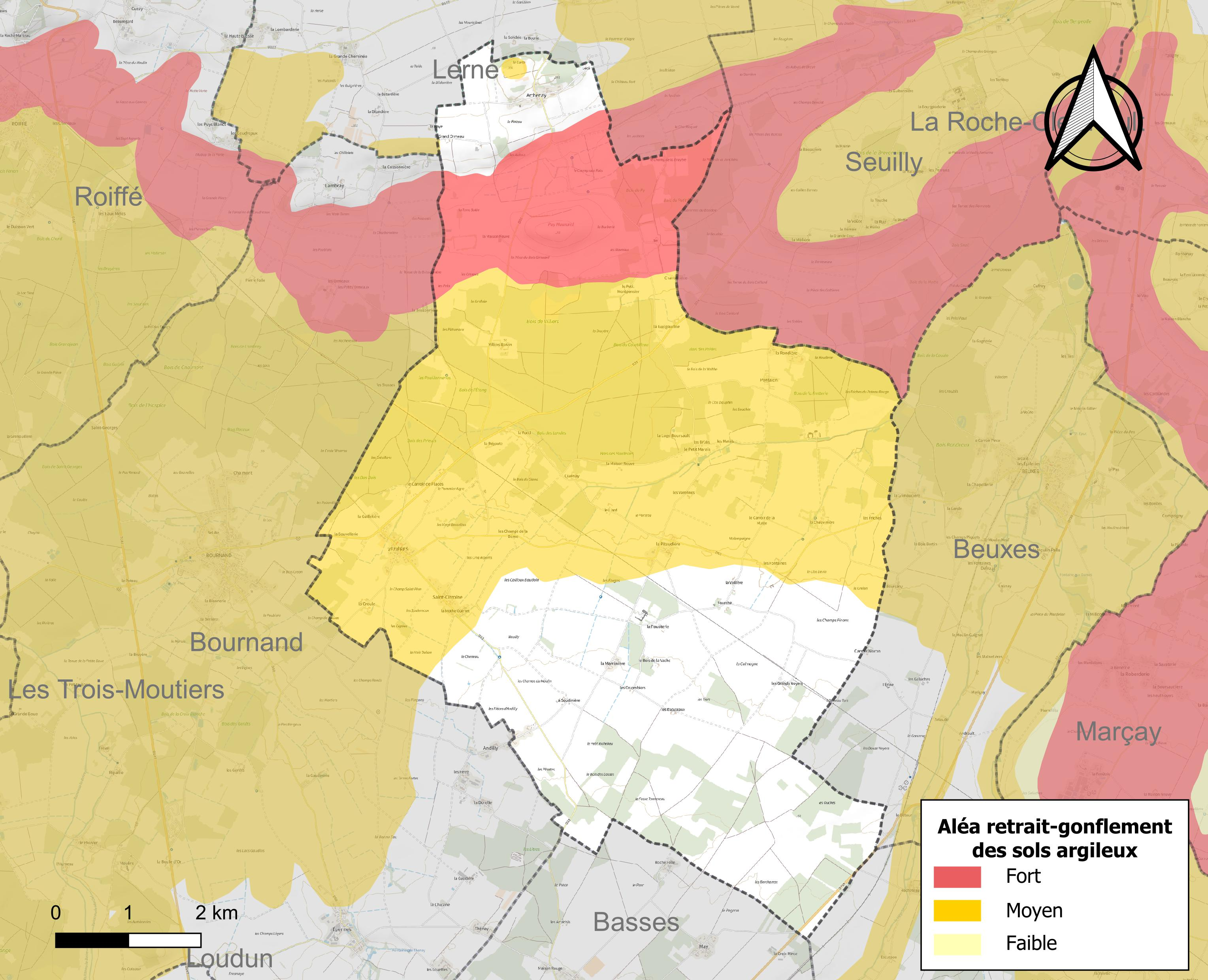
Carte des zones d'aléa retrait-gonflement des sols argileux de Vézières.

Les mouvements de terrains susceptibles de se produire sur la commune sont des affaissements et effondrements liés aux cavités souterraines (hors mines) et des tassements différentiels. Afin de mieux appréhender le risque d’affaissement de terrain, un inventaire national permet de localiser les éventuelles cavités souterraines sur la commune. Le retrait-gonflement des sols argileux est susceptible d'engendrer des dommages importants aux bâtiments en cas d’alternance de périodes de sécheresse et de pluie. 61,3 % de la superficie communale est en aléa moyen ou fort (79,5 % au niveau départemental et 48,5 % au niveau national). Depuis le 1er octobre 2020, en application de la loi ÉLAN, différentes contraintes s'imposent aux vendeurs, maîtres d'ouvrages ou constructeurs de biens situés dans une zone classée en aléa moyen ou fort,.
La commune a été reconnue en état de catastrophe naturelle au titre des dommages causés par les inondations et coulées de boue survenues en 1982, 1999, 2010, 2012 et 2013 et par des mouvements de terrain en 1999 et 2010.

## Toponymie
Le nom du village était au XIVe siècle Verreria puis au XVe siècle Verezia et Vézières depuis 1649.

## Histoire
Comme le reste de la France, Vézières accueille favorablement les avancées de la Révolution française. Elle plante ainsi son arbre de la liberté, symbole de la Révolution.

## Politique et administration

### liste des maires
| Période    | Période   | Identité            | Étiquette                     | Qualité |
| ---------- | --------- | ------------------- | ----------------------------- | ------- |
| avant 1988 | ?         | Jean-Marie Gourault |                               |         |
| mars 1989  | mars 2008 | Claudia Talbot      | Les Verts                     |         |
| mars 2008  | Mai 2014  | Jean-François Dole  | Ensemble redressons la France |         |
| Mai 2014   | En cours  | Jacky Durand        |                               |         |

### Instances judiciaires et administratives
La commune relève du tribunal d'instance de Poitiers, du tribunal de grande instance de Poitiers, de la cour d'appel  de Poitiers, du tribunal pour enfants de Poitiers, du conseil de prud'hommes de Poitiers, du tribunal de commerce de Poitiers, du tribunal administratif de Poitiers et de la cour administrative d'appel  de  Bordeaux,  du tribunal des pensions de Poitiers, du tribunal des affaires de la Sécurité sociale de la Vienne, de la cour d’assises de la Vienne.

## Démographie
L'évolution du nombre d'habitants est connue à travers les recensements de la population effectués dans la commune depuis 1793. Pour les communes de moins de 10 000 habitants, une enquête de recensement portant sur toute la population est réalisée tous les cinq ans, les populations de référence des années intermédiaires étant quant à elles estimées par interpolation ou extrapolation. Pour la commune, le premier recensement exhaustif entrant dans le cadre du nouveau dispositif a été réalisé en 2007.

En 2022, la commune comptait 346 habitants, en évolution de −4,42 % par rapport à 2016 (Vienne : +0,6 %, France hors Mayotte : +2,11 %).
| 1793 | 1800 | 1806 | 1821 | 1831 | 1836 | 1841 | 1846 | 1851 |
| ---- | ---- | ---- | ---- | ---- | ---- | ---- | ---- | ---- |
| 510  | 464  | 399  | 447  | 560  | 566  | 594  | 622  | 628  |

| 1856 | 1861 | 1866 | 1872 | 1876 | 1881 | 1886 | 1891 | 1896 |
| ---- | ---- | ---- | ---- | ---- | ---- | ---- | ---- | ---- |
| 669  | 666  | 662  | 620  | 610  | 624  | 609  | 624  | 686  |

| 1901 | 1906 | 1911 | 1921 | 1926 | 1931 | 1936 | 1946 | 1954 |
| ---- | ---- | ---- | ---- | ---- | ---- | ---- | ---- | ---- |
| 671  | 643  | 670  | 587  | 613  | 639  | 594  | 538  | 568  |

| 1962 | 1968 | 1975 | 1982 | 1990 | 1999 | 2006 | 2007 | 2012 |
| ---- | ---- | ---- | ---- | ---- | ---- | ---- | ---- | ---- |
| 568  | 535  | 453  | 390  | 370  | 358  | 351  | 350  | 360  |

| 2017 | 2022 | - | - | - | - | - | - | - |
| ---- | ---- | - | - | - | - | - | - | - |
| 357  | 346  | - | - | - | - | - | - | - |

En 2008, selon l’INSEE,  la densité de population de la commune était de 13 hab./km2, 61 hab./km2 pour le département, 68 hab./km2 pour la région Poitou-Charentes et 115 hab./km2 pour la France.

## Économie
Selon la direction régionale de l'Alimentation, de l'Agriculture et de la Forêt de Poitou-Charentes, il n'y a plus que seize exploitations agricoles en 2010 contre 29 en 2000.
Les surfaces agricoles utilisées ont diminué et sont passées de 1 617 hectares en 2000 à 1 518 hectares en 2010 dont 328 sont irrigables.
65 % des surfaces agricoles sont destinées à la culture des céréales (blé tendre essentiellement mais aussi orges et maïs), 22 % pour les oléagineux (colza et tournesol), 3 % pour le fourrage et 1 % reste en herbe. En 2000, 3 hectares (1 en 2010) étaient consacrés à la vigne.
Trois exploitations en 2010 (contre sept en 2000) abritent un petit élevage de bovins (77 têtes en 2010 contre 237 têtes). L'élevage de volailles a connu une baisse : 492 têtes en 2000 répartis sur quatorze fermes contre 255 têtes en 2010 répartis sur six fermes.
Les élevages de caprins ont disparu au cours de cette décennie. Cette disparition est révélatrice de l’évolution qu’a connu, en région Poitou-Charentes, cet élevage au cours des deux  dernières décennies: division par trois du nombre d’exploitations, augmentation des effectifs moyens par élevage (38 chèvres en 1988, 115 en 2000), division par dix des chèvreries de  10 à 50 chèvres qui représentaient 50 % des troupeaux en 1988, et multiplication par six des élevages de plus de 200 chèvres qui regroupent, en 2000, 45 % du cheptel. Cette évolution a principalement pour origine la crise de surproduction laitière de 1990-1991 qui, en parallèle des mesures incitatives, a favorisé des départs d’éleveurs en préretraite.

## Culture locale et patrimoine

### Lieux et monuments
- Le château de Montpensier fut propriété des Montpensier et a été reconstruit en 1481, par Louis de Bourbon, comte de Roussillon : 1466-1486, Grand Amiral de France, fils bâtard de Charles Ier de Bourbon. Le château est inscrit comme monument historique depuis 1949[32].
- Église Saint-Pierre de Vézières. L'édifice a été inscrit au titre des monuments historique en 1926[33].
- La tour de Villiers-Boivin est inscrite comme monument historique depuis 1967.
- Des forêts proches de Vézières : bois de Lamothe, bois de Chalmont, bois de Roiffé.
- Selon l'Inventaire des arbres remarquables de Poitou-Charentes[34], il y a deux arbres remarquables sur la commune; un chêne pédonculé et un buis commun.

### Personnalités liées à la commune
- Francis Alfred Moerman : guitariste de jazz tzigane, décédé en 2010

## Sources